# Орел (фрегат)
«Орел» (рос. Орёл) — перший московський вітрильний корабель західноєвропейського типу, є різновидом голландського пінаса. Побудований за указом Олексія Михайловича в селі Дедіново Коломенського повіту. Призначався для охорони російських торгових суден на Каспійському морі.
Корабель був побудований між 1667 і 1669 роками на верфі в Дедіново на річці Ока. Хоча Орлов був захоплений і спалений у 1670 році, він набув тривалого значення як символ народження російської військово-морської сили.
«Орел» прийнято вважати першим російським вітрильним кораблем західноєвропейського типу, хоча ще в 1636 році був побудований корабель «Фредерік». Однак «Фредерік», хоч і був побудований в Росії, ніс прапор Шлезвіга-Гольштейна.